# Jimmu
Jimmu (神武) foi o lendário primeiro imperador do Japão de acordo com o Nihon Shoki e o Kojiki. Sua ascensão é tradicionalmente datada como 660 a.C. Na mitologia japonesa, ele era descendente da deusa do sol Amaterasu, por meio de seu neto Ninigi, bem como descendente do deus da tempestade Susanoo. Ele lançou uma expedição militar de Hyūga, perto do Mar Interior de Seto, capturou Yamato e estabeleceu este como seu centro de poder. No Japão moderno, a lendária ascensão do Imperador Jimmu é marcada como o Dia da Fundação Nacional em 11 de fevereiro.
O historiador japonês Ino Okifu identifica o Imperador Jimmu com o alquimista e explorador chinês Xu Fu (255-195 a.C.), uma hipótese apoiada por certas tradições no Japão e considerada possível por alguns académicos modernos. O período Yayoi (300 a.C.-300 d.C.), durante o qual ocorreram mudanças significativas na metalurgia e cerâmica japonesas, começou por volta da altura da sua possível chegada.
A casa imperial do Japão baseia-se nos descendentes diretos de Jimmu.

## Narrativa Lendária
Atualmente existe o questionamento da existência dos nove primeiros imperadores e o Imperador Sujin, o 10.º Imperador Japonês, é o primeiro a ter sua existência registrada.
Jimmu é considerado pelos historiadores como um "imperador lendário", por causa da escassez de informações sobre ele, que não implica necessariamente que certa pessoa não existiu. Não há material de estudos suficientes para verificação. O reinado do Kimmei, o 29.º Imperador do Japão, foi o primeiro a ter datas precisas.
De acordo com a tradição Xintoísta, Jimmu é considerado um descendente direto da Deusa do Sol, Amaterasu. Amaterasu teve um filho chamado Ame no Oshihomimi no Mikoto e através dele um neto chamado Ninigi no Mikoto. Ela enviou seu neto ao arquipélago japonês, Ame se casou com Konohana Sakuya Hime e tiveram três filhos. Um deles, Hikohohodemi no Mikoto, também chamado Yamasachi Hiko, que se casou com Toyotama, filha de Ryūjin, o Deus do Mar. Eles tiveram um único filho chamado Hikonagisa Takeugaya Fukiaezu no Mikoto. O menino foi abandonado por seus pais no momento do nascimento e depois levado por Tamayori, a irmã mais nova de Toyotama. Hikonagisa se casou e teve quatro filhos. O último destes filhos, Kamuyamato Iwarebiko, tornou-se Jimmu.
Registros míticos no Kojiki e Nihon Shoki descrevem como os irmãos de Jimmu nasceram em Takachiho, na parte sul de Kyushu (na atual região de Miyazaki), e como decidiram se mudar para o leste. O irmão mais velho de Jimmu, Itsuse no Mikoto, organizou e dirigiu a migração do clã para o leste através do Mar Interior de Seto com a ajuda de Sao Netsuhiko. Quando chegaram Naniwa, tiveram que enfrentar Nagasunehiko para prosseguir e nesta luta Itsuse foi morto. Jimmu percebeu que perderam a batalha porque lutavam contra o sol, então decidiu passar a noite no lado leste da Península de Kii e lutar voltado ao oeste na manhã seguinte e conseguiram passar chegando a Kumano, onde Yatagarasu (um corvo de três pernas) os orientou a se mudaram para Yamato. Lá, eles mais uma vez lutaram contra Nagasunehiko e foram vitoriosos.
Em Yamato, Nigihayahi no Mikoto, que também reivindicava a descendência dos Deuses Takamagahara, foi protegido por Nagasunehiko. No entanto, quando Nigihayahi avistou Jimmu, reconheceu a legitimidade de Jimmu como senhor do Trono do Japão.
De acordo com o Kojiki, Jimmu morreu quando tinha 126 anos de idade. Este nome foi-lhe dado postumamente e literalmente significa "Poder Divino" ou "Deus-guerreiro" que é característico do budismo chinês, o que sugere que o nome deve ter sido oficializado séculos após a morte de Jimmu. possivelmente no momento em que as lendas sobre as origens da Dinastia Yamato foram compiladas.
O lugar de seu túmulo imperial é desconhecido. O Jimmu é tradicionalmente venerado num memorial no santuário xintoísta de Nara. A Agência da Casa Imperial designa este local como seu mausoléu.